# Distretto di Gryfice
Il distretto di Gryfice (in polacco powiat gryficki) è un distretto polacco appartenente al voivodato della Pomerania Occidentale.

## Geografia antropica

### Suddivisioni amministrative
Il distretto comprende 6 comuni.
- Comuni urbano-rurali: Gryfice, Płoty, Trzebiatów
- Comuni rurali: Brojce, Karnice, Rewal